# Tóköz (Kolozsvár)

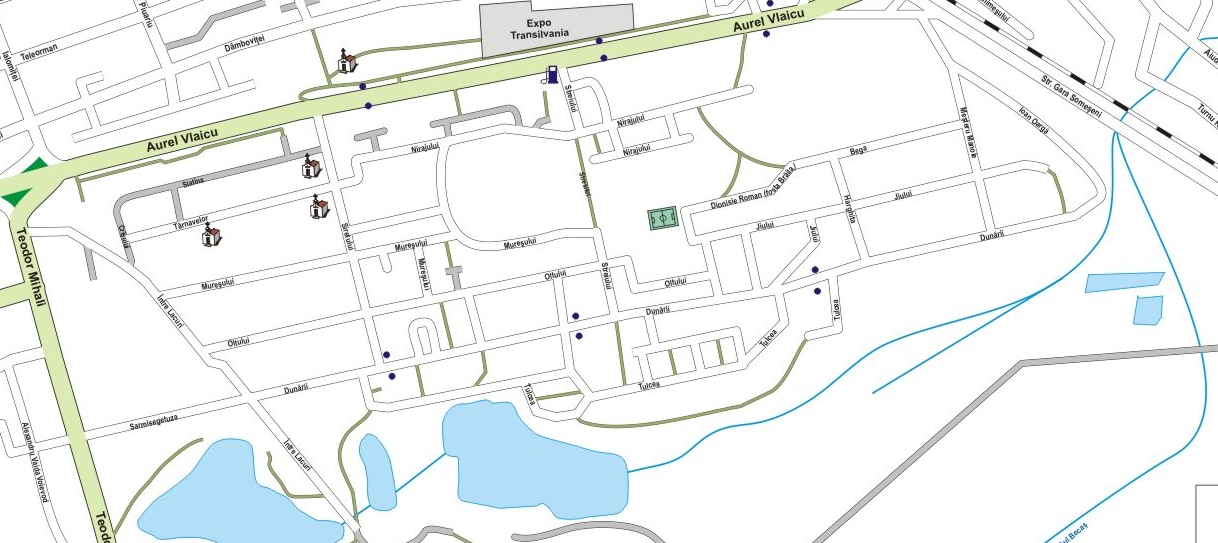
A Tóköz térképe

A Tóköz (románul Cartierul Între Lacuri) Kolozsvár egyik városnegyede a város keleti részében. A városnegyedet többnyire tömbházak alkotják, de keleti felére a villák és családi házak jellemzőek.

## Fekvése és utcái
Északon a Cukorgyár utca (str. Fabricii de Zahăr) és a Szent László út (str. Răsăritului), keleten Szamosfalva főutcája, a Szamosfalvi út (calea Someșeni) és a Békás-patak, délen a Békás-patak és a Iulius Mall bevásárlóközpont, nyugaton a Csehszlovákia utca (str. Teodor Mihali) határolja. Fő közlekedési útvonalai a Duna utca (str. Dunării), Szeret utca (str. Siretului) és a Szamosfalvi országút (str. Aurel Vlaicu). A Széchenyi térről induló 47-es busszal közelíthető meg.

## Története
A 19. században a Tóközének nevezett területen katonai gyakorlótér, láp, mocsár, rét, szántó és több kisebb tó volt. A Zavaros-patak vize két tavat hozott létre. Az egyik Város tója nevű tó (erről nevezték el az 1920-as években kialakuló negyedet Várostója-majornak). Egy 1933-as várostérképen a  negyed utcái már szerepeltek, de még névtelenül, 1937-ben már a nevüket is feltüntették. A tavak száma többször változott: 1937-ben és 1957-ben egy, 1968-ban kettő szerepelt a térképeken, 1980-ban már csak mocsár. A lakótelep az 1980-as években épült. A Város tója helyén utcák,  iskola, sétatér, kábelgyár és egy görögkeleti templom található.
Református gyülekezete 842 fővel 1977-ben vált le a Pata utcai gyülekezetből, imaházuk a Szeret utcában volt. Számos mezőségi és kalotaszegi család beköltözésével pár év múlva a gyülekezet létszáma megkétszereződött. A gyülekezet Maros utcai temploma 1991–1994 között épült Murádin Katalin tervei alapján. A templomban található, 1497-ből származó faragott kő szószék, Erdély legrégebbi fennmaradt szószéke, a vermesi romos lutheránus templomból került át.
2018-ban Emil Boc polgármester egy akvapark építését jelentette be, civil szervezetek azonban tiltakoztak a terv ellen. 2019-ben terv készült egy tízhektáros park kialakítására, amelynek 2020-ra kell elkészülnie. A park átadása 2020 májusában volt.

## Lakossága
1944-ben a negyednek 1477 lakosa volt, 2019-ben mintegy 9000.